# Shelby (Carolina del Norte)
Shelby es una ciudad ubicada en el condado de Cleveland en el estado estadounidense de Carolina del Norte. Es sede del condado de Cleveland. La localidad en el año 2000, tenía una población de 19.477 habitantes en una superficie de 47 km², con una densidad poblacional de 414.6 personas por km².

## Geografía
Según la Oficina del Censo, la localidad tiene un área total de 47 km² (18,1 mi²), de la cual 47 km² (18,1 mi²) es tierra y 0,1 km² (0 mi²) (0.11%) es agua.

### Localidades adyacentes
El siguiente diagrama muestra a las localidades en un radio de 12 kilómetros (7,5 mi) de Shelby.

## Demografía
En el 2000 la renta per cápita promedia del hogar era de $29.345, y el ingreso promedio para una familia era de $38.603. El ingreso per cápita para la localidad era de $18.708. Alrededor del 17.80% de la población estaba bajo el umbral de pobreza nacional.